# Győri legendák

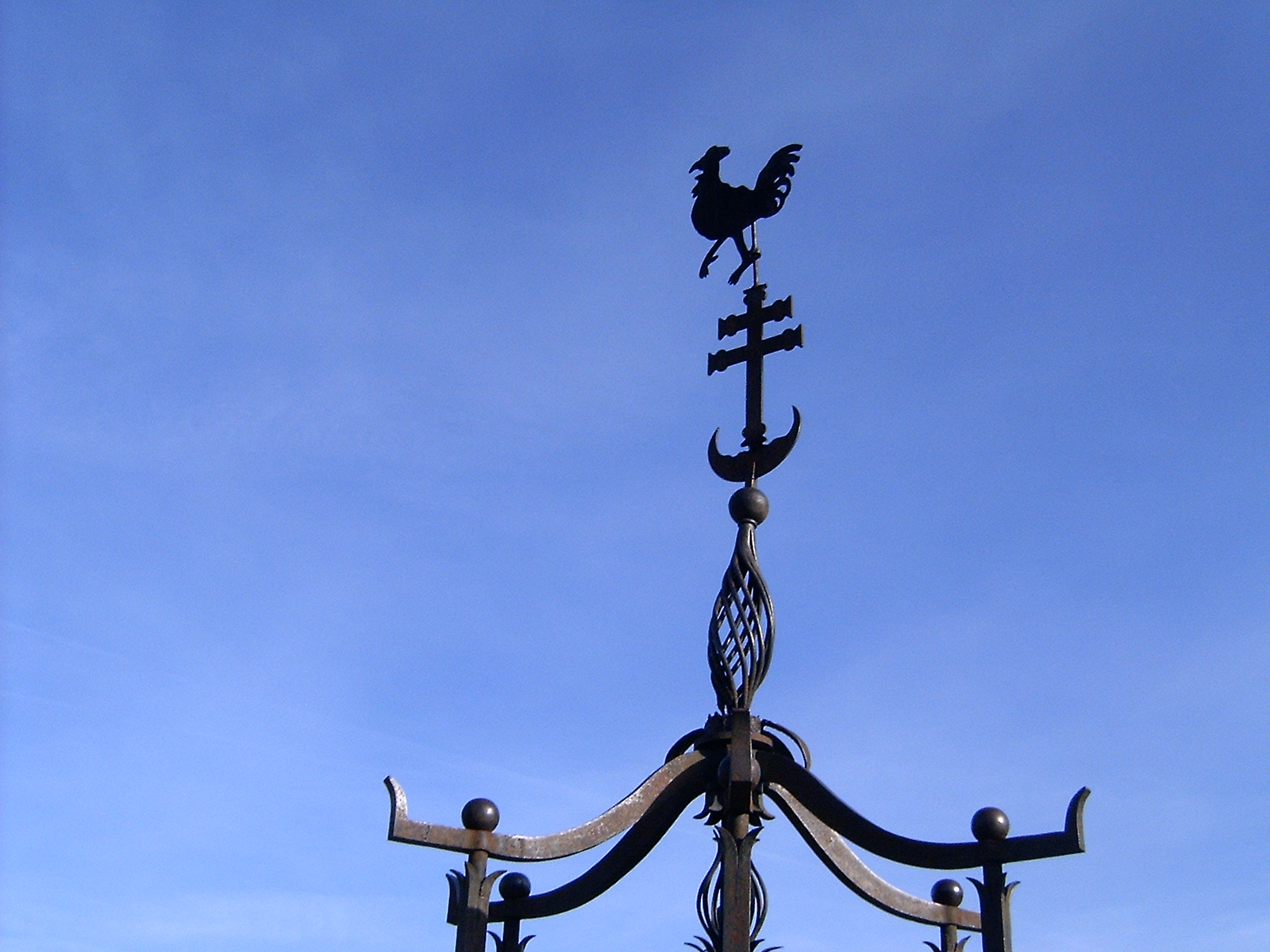
A győri vaskakas a Dunakapu téri díszkúton

A szájhagyomány Győr történetével kapcsolatban is számtalan legendát őrzött meg. A korszerű helytörténet-kutatás amely a 19. század végén indult meg, kevés okmányt és adatot talált, mely a történetek hitelességét bizonyítják. A legendák azonban tovább élnek, még ha a tudomány nem is tudja azokat bizonyítani.

## A vaskakas legendája
Győr ismert szimbólumát, a vaskakast a törökök a város elfoglalásakor, 1594-ben állították széljelzőként a Dunakapu térre. A megszálló seregek vezetője hitt abban, hogy a vár bevehetetlen és büszkén azt jósolta: Győr akkor lesz ismét keresztény kézen, ha a vaskakas elkezd kukorékolni, és az alatta lévő félhold teliholddá változik.
Négy évvel később, 1598-ban, amikor az Adolf von Schwarzenberg és Pálffy Miklós országbíró vezetésével a vár visszavételére felvonuló Habsburg és magyar sereg elérte a Fehérvári Kaput, egy bátor huszár felmászott a vaskakashoz, és az éj leple alatt ott várakozott egészen napfelkeltéig. A hajnali derengésben akkor trombitájával utánozta a kakaskukorékolást, és mivel a felkelő nap sugaraiban a félhold teliholdként pompázott, a törökök azt hitték, hogy a jóslat beteljesedett, istenük a keresztények pártjára állt. A nagy pánikban felrobbantották a lőporos hordókat, megpecsételve ezzel a csata sorsát.

## A vastuskó története
A Széchenyi téren ma is látható a vastuskó, a 4-es számú ház sarkához láncolva.  Róla kiderült, hogy a törzsébe vert szögek nem az idelátogató vándorlegényektől származnak, hanem hírverés céljából a „Vastuskóhoz”  címzett fűszerkereskedés tulajdonosa készíttette.

## A frigyszekrény mondája
A Gutenberg téri frigyszekrény szobrot bizonyítottan III. Károly király állíttatta engesztelésül, méghozzá a győri zsoldos katonák ellátmányából. A császár és király így büntette meg azokat a katonáit, akik egy körmenetben vonuló szökött katonatársukra támadtak. A dulakodás közben a monstranciát hordozó papot is fellökték, és az Oltáriszentség a földre esett.

## Az oroszlán által széttépett ember
Fellelhetelen az a régi temető a város határában, melynek barokk és klasszicista sírkövei is régen elvesztek. Közöttük az a kőkoporsó, melyben a Gazdag-cirkusz régvolt igazgatója nyugodott, akit oroszlánjai téptek darabokra.

## Külső hivatkozások
- https://www.szif.hu/Vasarhelyi/meguj.html Archiválva 2001. február 18-i dátummal a Wayback Machine-ben
- Vaskakas, 1594–1598. Győr eleste és visszafoglalása. Történelmi képeskönyv; szöveg Borbély János, ill. Farsang Sándor; Győr Megyei Jogú Város Levéltára, Győr, 1998
- A győri Vaskakas igaz legendája; szöveg Krammerhofer Szilvia, ill. Farkas Zsuzsa; Városi Művészeti Múzeum, Győr, 2011